# 馬拉昂
01°51′21″S 65°34′51″W / 1.85583°S 65.58083°W

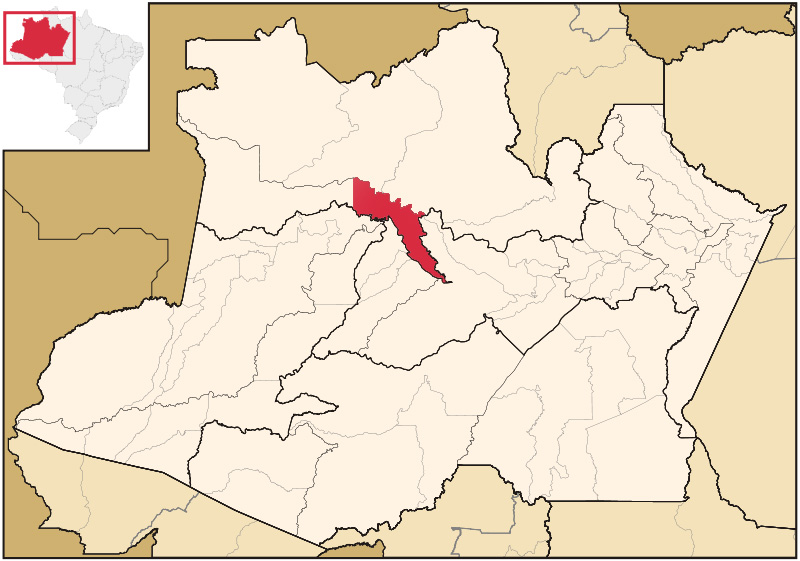

馬拉昂（葡萄牙語：Maraã）是巴西的城鎮，位於該國北部，由亞馬遜州負責管轄，始建於1955年12月19日，面積16,910平方公里，海拔高度75米，2014年人口18,367，人口密度每平方公里1.09人。